# Pat Murphy (auteur)

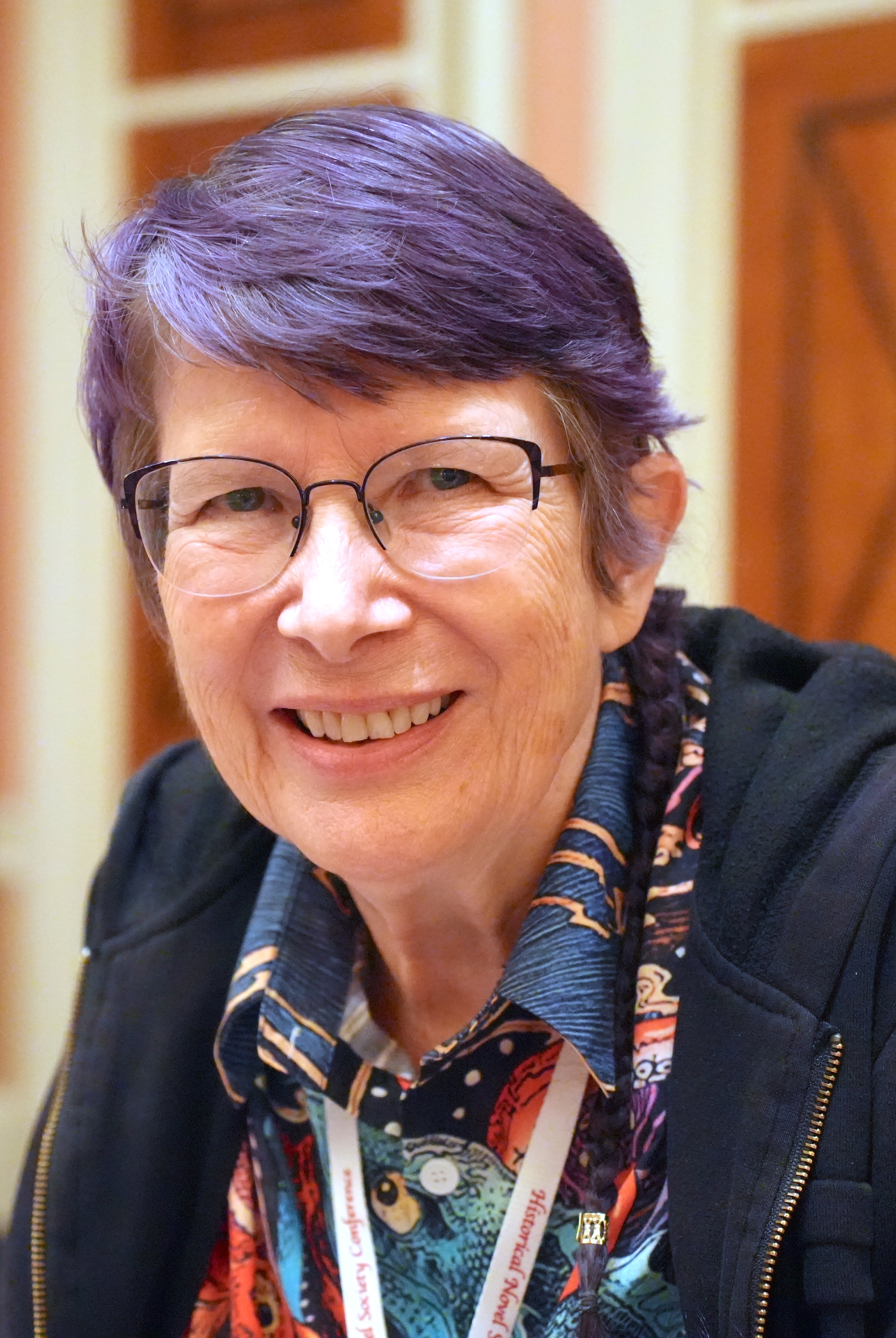
Pat Murphy in 2025

Pat Murphy (1955) is een Amerikaanse sciencefiction- en fantasyschrijfster.
Met haar tweede roman The Falling Woman won ze in 1987 de Nebula Award en in hetzelfde jaar kreeg ze ook een Nebula voor haar 'novellette' Rachel in Love. De verhalenbundel Points of Departure (1990) won de Philip K. Dick Memorial Award en haar novelle "Bones" uit 1991 kreeg de World Fantasy Award.
Murphy woont in San Francisco en werkt daar in het Exploratorium, een museum voor wetenschap, kunst en menselijke waarneming. Als lid van de museumstaf publiceert ze non-fictie. Ook doceert ze sciencefiction en het schrijven ervan aan verschillende universiteiten. Pat heeft een zwarte band in Kenpo Karate.